# Metall-Halbleiter-Kontakt
Als Metall-Halbleiter-Kontakt wird in der Halbleiterphysik und -technik im Allgemeinen ein Kontakt zwischen Metallen und Halbleitern bezeichnet. Metall-Halbleiter-Übergänge kommen bei der Kontaktierung von halbleitenden Materialien vor und stellen somit eines der wichtigsten Elemente bei Halbleiterbauelementen und mikroelektronischen Schaltkreisen dar. Sie können aber auch eigenständige Bauelemente darstellen, wie  zum Beispiel die Schottky-Diode.
Diese Übergänge treten allgemein in zwei Formen auf, zum einen als polungsunabhängige Kontakte mit einer linearen Strom-Spannungs-Charakteristik, sogenannte ohmsche Kontakte, zum anderen stark polungsabhängige Kontakte mit der Strom-Spannungs-Charakteristik einer Diode, sogenannte Schottky-Kontakte. Welche Form sich an der Kontaktstelle eines Metalls und eines Halbleiters ausbildet, hängt primär von der Lage der Fermi-Energie im Metall und dem Halbleiter ab, und ist damit auch abhängig von der Dotierung des Halbleiters. Detaillierte Beschreibungen hierzu finden sich in den Artikeln der beiden Kontaktformen.